# Marchese di Coscojuela
Marchesato di Coscojuela è un titolo nobiliare creato nel 1647 dal re Filippo III di Spagna per Diego de Moncayo y Gurrea, marito della baronessa Beatriz de Altarriba, proprietario di antiche baronie.

## Titolari
- I: Diego de Moncayo y Gurrea

- II: José de Moncayo y Altarriba

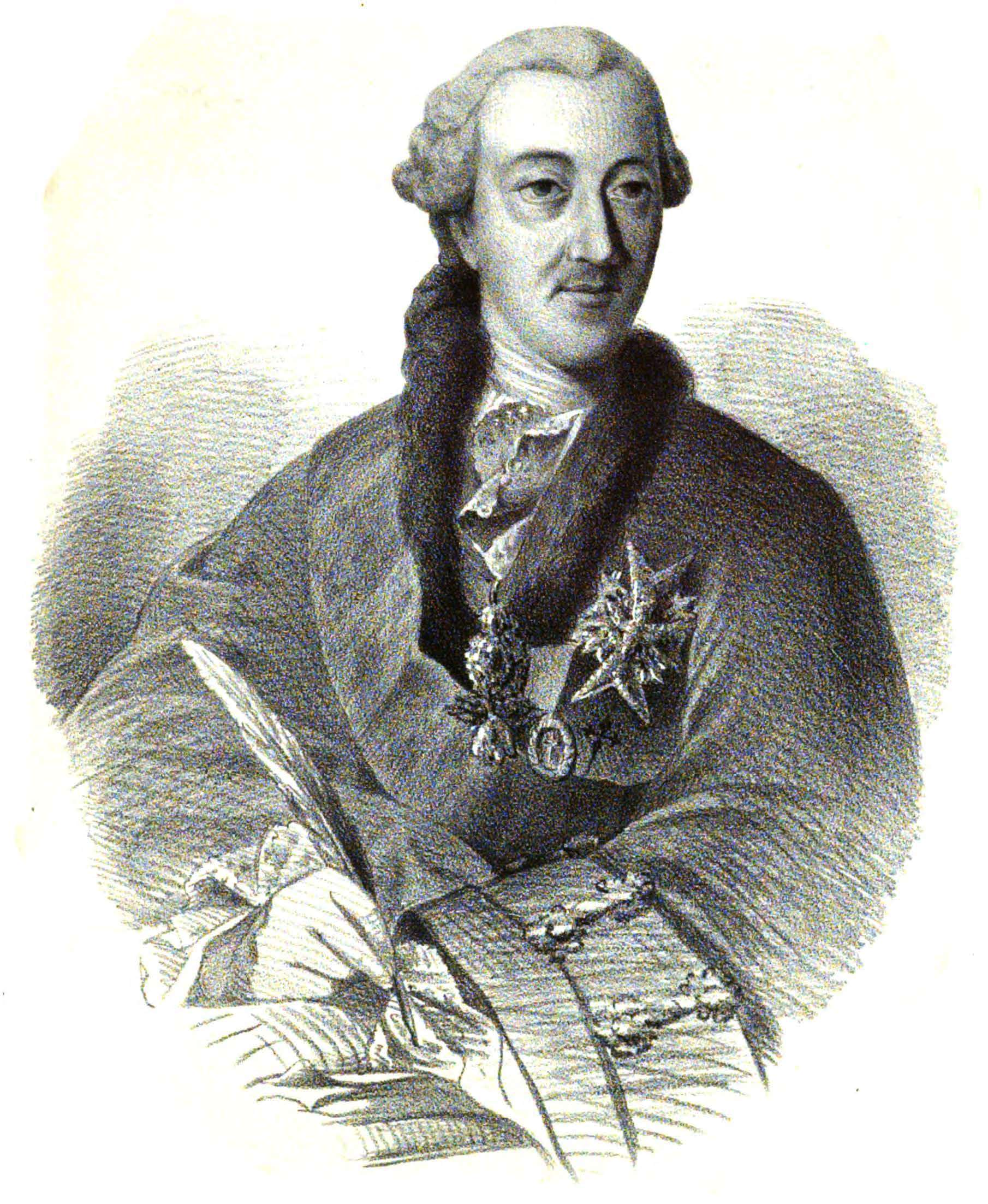
Joaquín Atanasio Pignatelli de Aragón y Moncayo

- III: Diego de Moncayo y Fernández de Heredia

- IV: Josefa de Moncayo y Fernández de Heredia

- V: Bartolomé Isidro de Moncayo y Palafox

- VI: María Francisca de Moncayo y Blanes

- VII: Joaquín Atanasio Pignatelli de Aragón y Moncayo

- VIII: Armando Luis Pignatelli de Aragón

- IX: Juan Domingo Pignatelli de Aragón y Gonzaga

- X: Juan María Pignatelli de Aragón y Wall

- XI: Juan Bautista Pignatelli de Aragón y Bellonio

- XII: María de la Concepción Pignatelli de Aragón y Bellonio

- XIII: Manuel de Llanzá y de Pignatelli de Aragón

- XIV: Luis de Llanza y de Bobadilla

- XV: Carlos de Llanzá y Albert

- XVI: Carlos de Llanzá y Domecq